# Campeonato Mundial de Ciclismo em Estrada de 2008
O LXXV Campeonato Mundial de Ciclismo em Estrada realizou-se na cidade de Varese (Itália) entre 23 e 28 de setembro de 2008, baixo a organização da União Ciclista Internacional (UCI) e a Federação Ciclista Italiana.
O campeonato constou de carreiras nas especialidades de contrarrelógio e de estrada, nas divisões elite masculino, elite feminino e masculino sub-23; ao todo outorgaram-se seis títulos de campeão.

## Calendário
| Dia   | Hora*       | Evento                | Distância |
| ----- | ----------- | --------------------- | --------- |
| 22.09 | 21:00-22:15 | cerimónia de abertura | —         |
| 23.09 | 14:00-16:50 | Contrarrelógio Sub-23 | 33,55 km  |
| 24.09 | 14:00-16:40 | Contrarrelógio F      | 25,15 km  |
| 25.09 | 13:00-16:40 | Contrarrelógio M      | 43,70 km  |
| 26.09 | 12:15-17:00 | Estrada Sub-23        | 173,35 km |
| 27.09 | 13:00-17:00 | Estrada F             | 138,80 km |
| 28.09 | 10:30-17:15 | Estrada M             | 260,25 km |

- (*) – Hora local de Itália (UTC+2, CEST)

## Países participantes
| África (CAC)                                              | América (COPACI) | Ásia (ACYC) | Europa (UEC) | Oceania (OCF)                              |
| --------------------------------------------------------- | --- | --- | --- | ------------------------------------------ |
| Argélia (0+4/-) · África do Sul (8+7/7) · Tunísia (0+1/-) | Argentina (2+5/-) · Brasil (0+4/4) · Canadá (5+8/6) · Colômbia (6+7/-) · Costa Rica (1+3/-) · Equador (0+2/-) · El Salvador (0+1/-) · Estados Unidos (7+7/10) · México (1+0/3) · São Cristóvão e Neves (-/1) · Venezuela (6+5/3) | Japão (3+/3) · Cazaquistão (6+5/2) · Quirguistão (1+0/-) · Malásia (0+5/-) · Mongólia (-/1) · Uzbequistão (0+5/-) | Albânia (0+6/-) · Alemanha (14+12/11) · Áustria (6+8/3) · Bélgica (14+8/5) · Bielorrússia (4+2/6) · Bulgária (5+1/-) · Croácia (5+7/-) · Dinamarca (10+11/3) · Eslováquia (7+2/2) · Eslovênia (10+8/3) · Espanha (16+7/9) · Estónia (5+4/2) · Finlândia (5+0/-) · França (14+11/8) · Grécia (-/1) · Hungria (6+2/1) · Irlanda (5+3/4) · Itália (16+11/14) · Letônia (4+6/-) · Lituânia (1+7/13) · Luxemburgo (9+2/2) · Macedônia do Norte (0+1/-) · Moldávia (1+3/-) · Noruega (5+7/6) · Países Baixos (14+8/13) · Polónia (10+10/9) · Portugal (9+10/-) · Reino Unido (9+8/7) · Chéquia (5+0/4) · Roménia (2+3/-) · Rússia (15+12/11) · Sérvia (5+5/-) · Suécia (5+3/8) · Suíça (13+9/8) · Ucrânia (11+8/5) | Austrália (14+5/9) · Nova Zelândia (6+5/4) |

## Resultados

### Masculino
- Contrarrelógio

| Posto  | Ciclista        | País           | Tempo    |
| ------ | --------------- | -------------- | -------- |
| Ouro   | Bert Grabsch    | Alemanha       | 52:01,60 |
| Prata  | Svein Tuft      | Canadá         | 52:44,39 |
| Bronze | David Zabriskie | Estados Unidos | 52:53,87 |

- Estrada

| Posto  | Ciclista          | País      | Tempo   |
| ------ | ----------------- | --------- | ------- |
| Ouro   | Alessandro Ballan | Itália    | 6:37:30 |
| Prata  | Damiano Cunego    | Itália    | 6:37:33 |
| Bronze | Matti Breschel    | Dinamarca | 6:37:33 |

### Feminino
- Contrarrelógio

| Posto  | Ciclista          | País           | Tempo    |
| ------ | ----------------- | -------------- | -------- |
| Ouro   | Amber Neben       | Estados Unidos | 33:51,35 |
| Prata  | Christiane Soeder | Áustria        | 33:58,91 |
| Bronze | Judith Arndt      | Alemanha       | 34:13,12 |

- Estrada

| Posto  | Ciclista     | País          | Tempo   |
| ------ | ------------ | ------------- | ------- |
| Ouro   | Nicole Cooke | Reino Unido   | 3:42:11 |
| Prata  | Marianne Vos | Países Baixos | 3:42:11 |
| Bronze | Judith Arndt | Alemanha      | 3:42:11 |

### Sub-23
- Contrarrelógio

| Posto  | Ciclista        | País      | Tempo    |
| ------ | --------------- | --------- | -------- |
| Ouro   | Adriano Malori  | Itália    | 41:35,98 |
| Prata  | Patrick Gretsch | Alemanha  | 42:25,65 |
| Bronze | Cameron Meyer   | Austrália | 42:40,34 |

- Estrada

| Posto  | Ciclista       | País     | Tempo   |
| ------ | -------------- | -------- | ------- |
| Ouro   | Fabio Duarte   | Colômbia | 4:17:02 |
| Prata  | Simone Ponzi   | Itália   | 4:17:02 |
| Bronze | John Degenkolb | Alemanha | 4:17:02 |

## Medalheiro

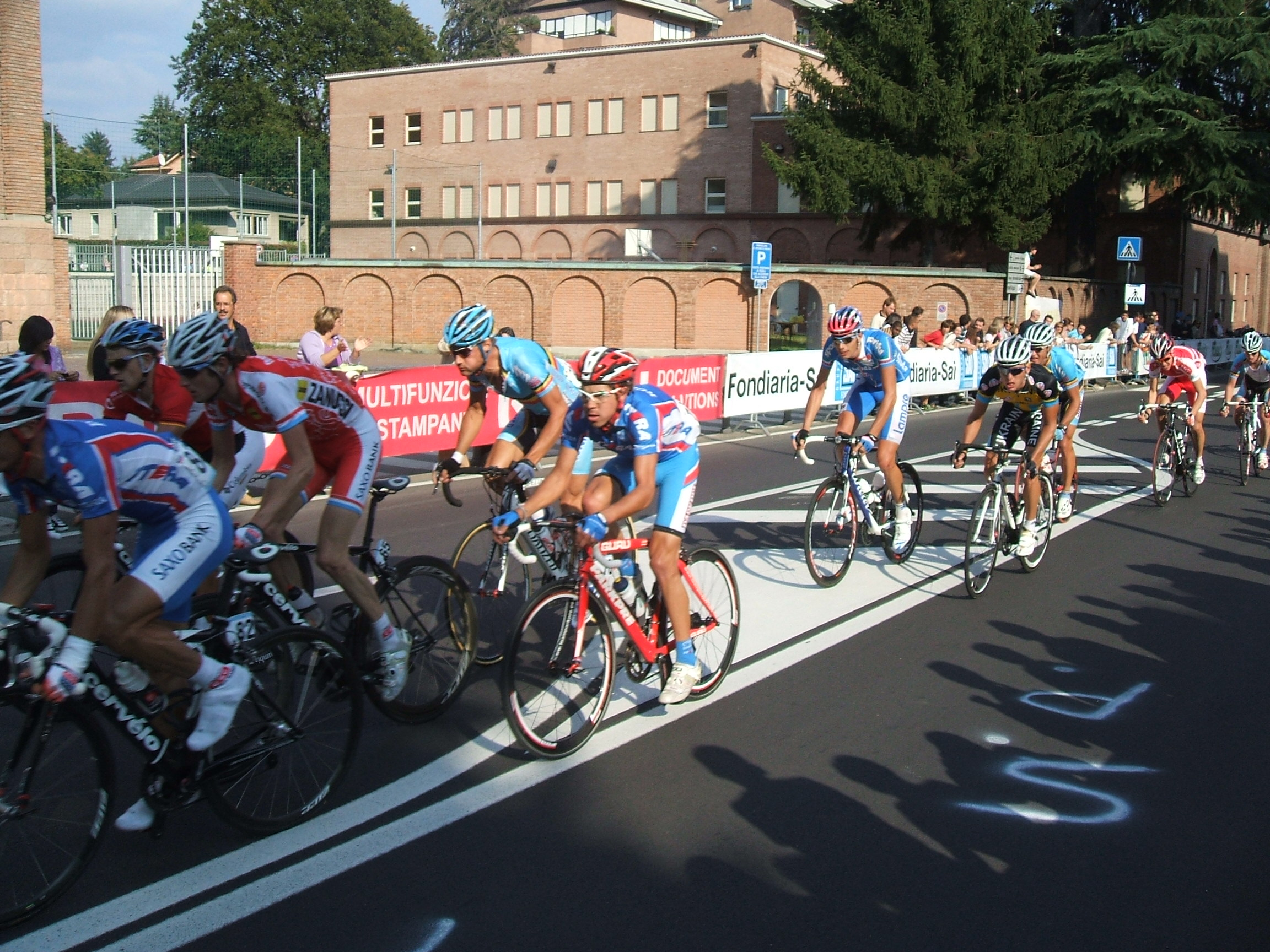
O pelotão no mundial 2008

| 1 | Itália         | 2 | 2 | 0 | 4  |
| 2 | Alemanha       | 1 | 1 | 3 | 5  |
| 3 | Estados Unidos | 1 | 0 | 1 | 2  |
| 4 | Colômbia       | 1 | 0 | 0 | 1  |
| - | Reino Unido    | 1 | 0 | 0 | 1  |
| 6 | Áustria        | 0 | 1 | 0 | 1  |
| - | Canadá         | 0 | 1 | 0 | 1  |
| - | Países Baixos  | 0 | 1 | 0 | 1  |
| 9 | Austrália      | 0 | 0 | 1 | 1  |
| - | Dinamarca      | 0 | 0 | 1 | 1  |
|   | TOTAL          | 6 | 6 | 6 | 18 |